# P8 ex-Prusse
Les Ten wheel de type P 8 sont des locomotives à vapeur prussiennes du début du XXe siècle, construites en 3 948 exemplaires à partir de 1906 par Schwartzkopff (devenue Berliner Maschinenbau AG) et ensuite par de nombreux autres constructeurs allemands jusqu’en 1923. Conçues par le chef de service de conception des KPEV Robert Garbe comme locomotives de vitesse pour le service des trains de voyageurs, elles forment l'une des plus grandes séries de locomotives à vapeur jamais produites.

## Description
Techniquement, ce sont des machines à simple expansion à deux cylindres et surchauffe. La chaudière est munie d'un foyer Crampton initialement en cuivre . La distribution est de type Heusinger (similaire à la distribution Walschaerts). Les bielles motrices attaquent le deuxième essieu. Selon la doctrine de leur concepteur, ce sont des machines simples et robustes, ce qui leur assura une longévité exceptionnelle puisqu'elles furent généralement réformées à la fin de l'ère de la vapeur dans les pays qui en étaient dotés. Leur chaudière était interchangeable avec celle, quasi identique, des G10 prussiennes.
Les machines construites avant 1909 avaient une masse de 72 tonnes contre 75 pour les machines construites après 1910 qui se distinguaient par une forme différente des fenêtres de la cabine, la présence d’un support de coulisse en fonte coulée et une augmentation de la surface de surchauffe. En outre, les toutes premières P8 sortirent d’usine équipées d’une cabine munie d’un carénage « coupe-vent » qui fut rapidement démonté.
Les premiers exemplaires ont été accouplés à un tender à quatre essieux d'une capacité de 16 m³ d'eau, mais rapidement cela se révéla insuffisant pour les services à réaliser et un modèle à deux bogies, pouvant contenir 21,5 m³ d'eau fut conçu et généralisé sur la série. Pour réduire la fréquence des prises d'eau (et le temps perdu à cette occasion), quelques machines furent attelées à des tenders de plus grande capacité, notamment les tender baignoires conçus dans les années 1940.

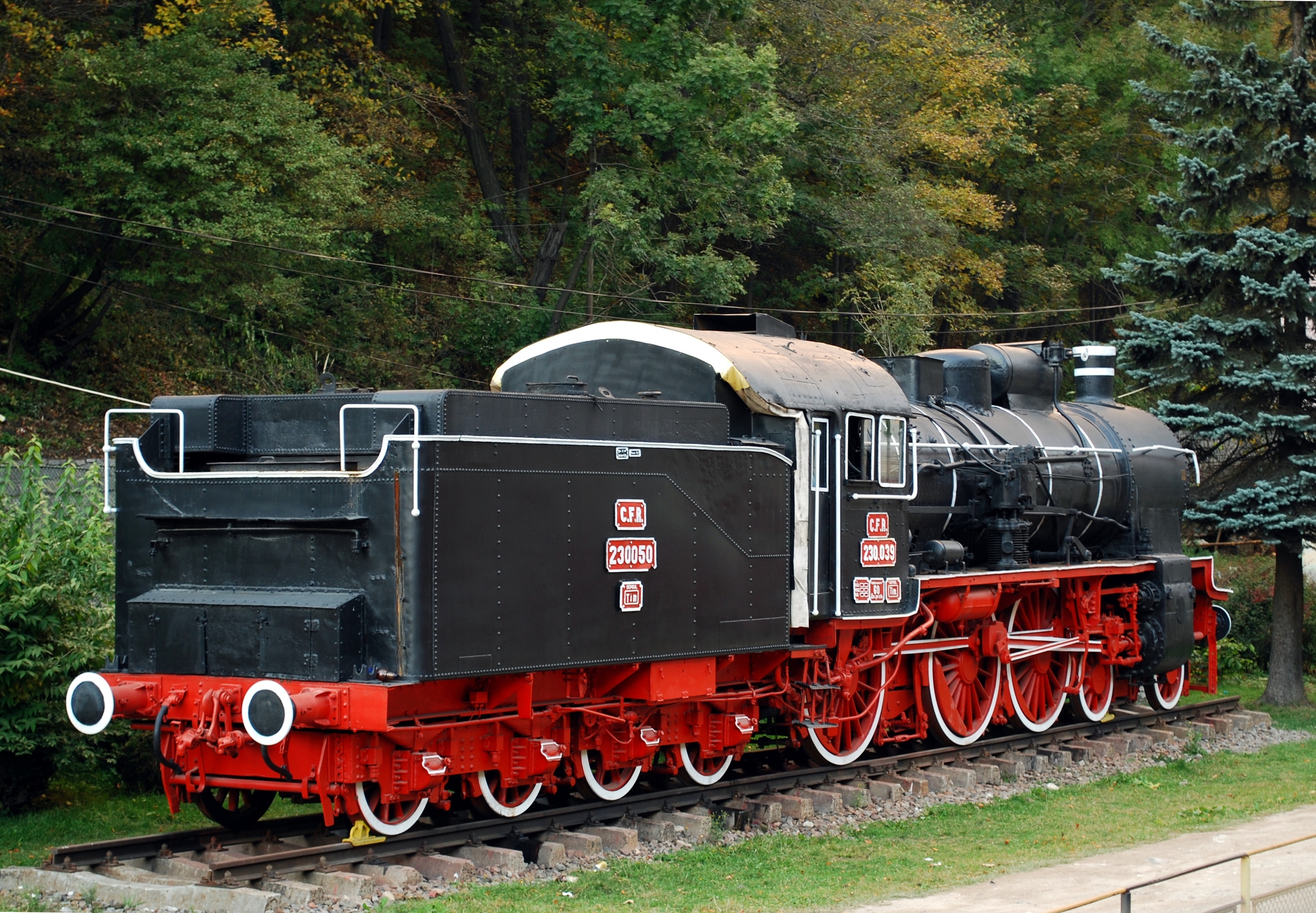
Tender d'origine.
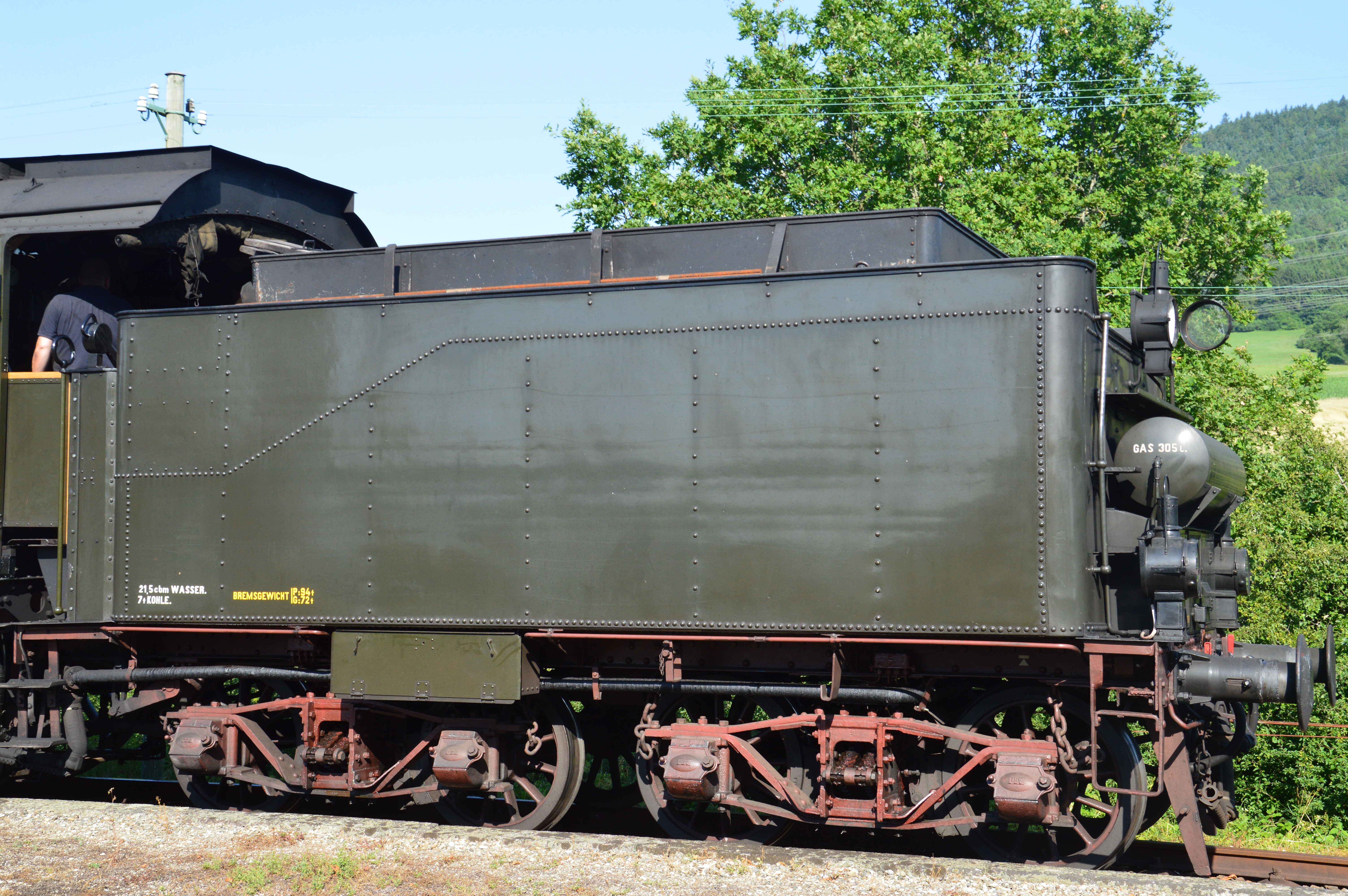
Tender à bogies de seconde génération.
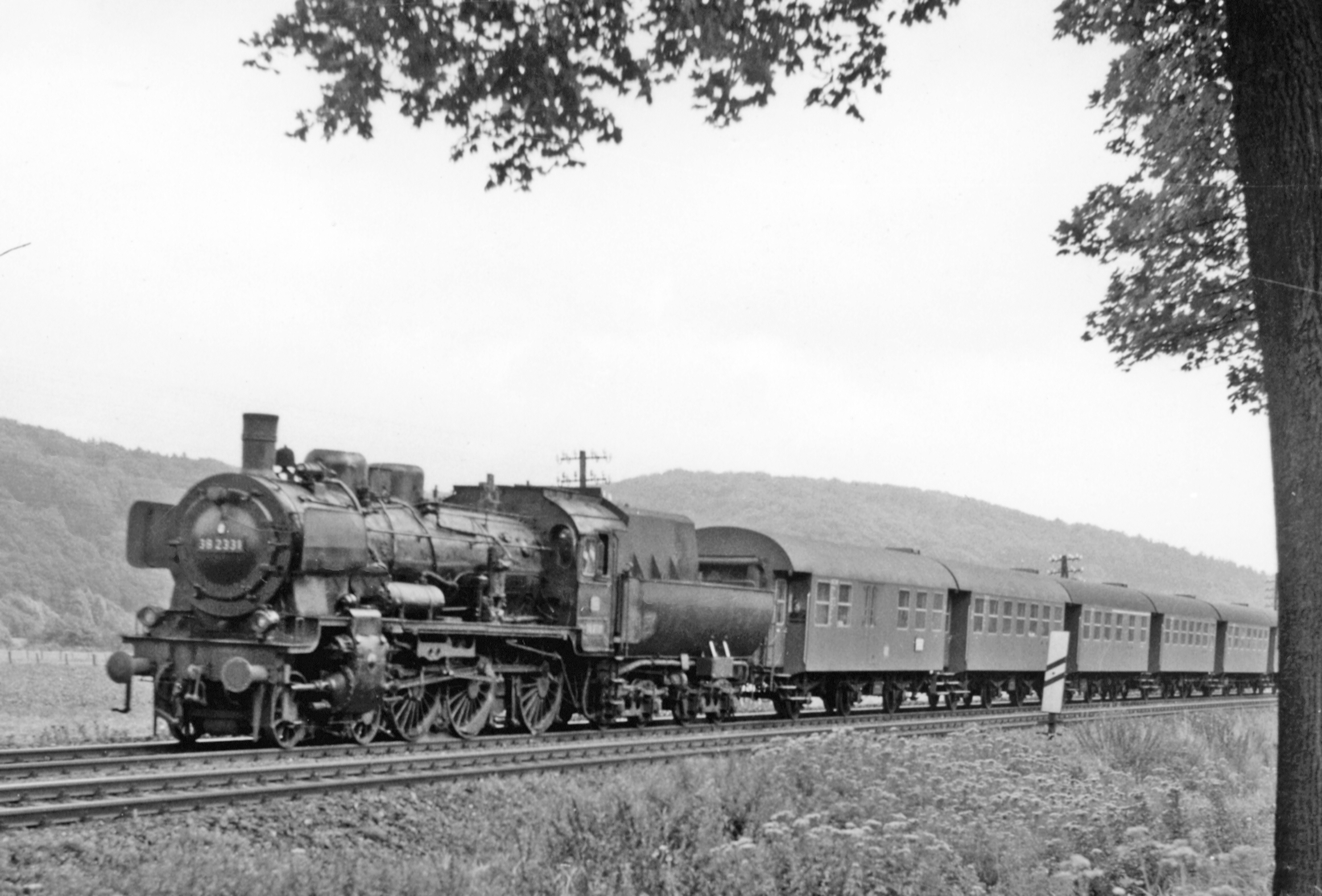
Machine à tender "Baignoire".

## Production
3 561 P8 furent construites pour les compagnies de chemin de fer allemandes.
- 2 350 furent produites pour les KPEV de 1906 à 1918. C’est parmi elles que seront prélevées les locomotives 'armistice'.
- 1 153 furent produites pour les KPEV puis la Deutsche Reichsbahn de 1920 à 1923.
- 40 furent produites pour les Chemins de fer de l'État de Bade en 1922.
- 13 furent produites pour les chemins de fer du grand-duché de Mecklembourg (de) entre 1914 et 1922.
- 5 furent produites pour les Chemins de fer d'État du Grand-duché d'Oldenburg en 1922, où elles remplacèrent les prairie de type S10.

À cela, il faut rajouter 165 locomotives construites en Allemagne pour l’étranger après la guerre et 230 produites en Roumanie.
- 65 construites pour les Chemins de fer polonais (PKP) de 1921 à 1923 au titre de dédommagements de guerre.
- 5 furent construites en 1924
- 95 locomotives construites en Allemagne en 1921 et 1930 pour les Chemins de fer roumains ainsi que 230 machines construites en Roumanie de 1931 à 1940.

## Histoire
A la fin du XIXe siècle, L'ingénierie des locomotives à vapeur a déjà donné lieu à de nombreuses innovations, encouragées par l'augmentation du trafic et des masses à remorquer. Dans les bureaux d'études des grandes compagnies ferroviaires, on conçoit des locomotives qui seront produites en grandes séries. Le graal reste la locomotive de ligne polyvalente, capable à la fois de tirer des trains semi directs à 100 Km/h en heure de pointe et des trains de marchandises sur les lignes pas trop accidentées en heure creuses. On n'ose toutefois à l'époque pas encore y inclure les express rapides et les trains de fret sur les lignes les plus dures. Si la surchauffe convainc l'ingénieur en chef prussien, il se révèle plus conservateur que ses prédécesseurs sur le compoundage, en raison de l'échec de la P7.
Garbe conçoit d'abord la P6 dont le prototype sort en 1902. Cette machine ne donnant pas entière satisfaction, il en dérive la P8 qui intègre dans ses plan les améliorations nécessaires, en faisant finalement une incontestable réussite. L'un des soucis de la P6 étant une production de vapeur déficiente, il s'agira d'augmenter de 10% la surface de chauffe et la taille du foyer, ce qui nécessite d'augmenter l’entraxe entre les deux derniers essieux moteur, leur donnant une asymétrie caractéristique.
A noter que les chemins de fer Saxons en dérivèrent une version encore plus puissante : le  type XII h2.
Comme pour la P6, la conception intègre une grande standardisation des composants, des plus petits au plus grands, en vue de réduire le nombre de pièces de rechange à gérer.
S'il y eut des évolutions mineures au cours de la période de 17 ans qui sépara la fabrication de la dernière P8  de celle de la première (augmentation de la surface de surchauffe, ajout d'un lourd support de coulisse moulé, augmentation du timbre de 12 à 14 bars, remplacement des injecteurs Friedmann par un réchauffeur Knorr), la machine connut peu d'évolutions ultérieures. Il s'agira essentiellement de l'évolution de l'injection (en France et en Belgique, recours au réchauffeur ACFI ou d'un injecteur Metcalfe sur quelques dizaines de machines belges) ou de la pose de pare vapeur sur les machines allemandes.

### Dissémination des locomotives P8 au terme de la première guerre mondiale
Après l'armistice de la Première Guerre mondiale, dans le cadre des réparations de guerre ordonnées par le Traité de Versailles (qui prévoyait la distribution de 5000 locomotives et 150.000 wagons dans un court délai), l'Allemagne vaincue sélectionne tout d'abord ses machines inutilisées ou les plus anciennes. La Commission Interalliée de Réception de Matériel, chargée du contrôle de cette obligation refuse l'essentiel de ces locomotives et va sélectionner des engins récents, parfois encore en construction. 627 exemplaires de P8 seront ainsi allouées à divers pays en 1919 :

#### Pologne
190 furent attribuées à la Pologne ainsi que deux pour les chemins de fer de la République de Dantzig. Classées dans la série Ok1 des PKP, elles furent rejointes par 65 exemplaires supplémentaires construits neufs en Allemagne. La Pologne en dérivera la série Ok22 construite à 190 exemplaires.

#### Belgique

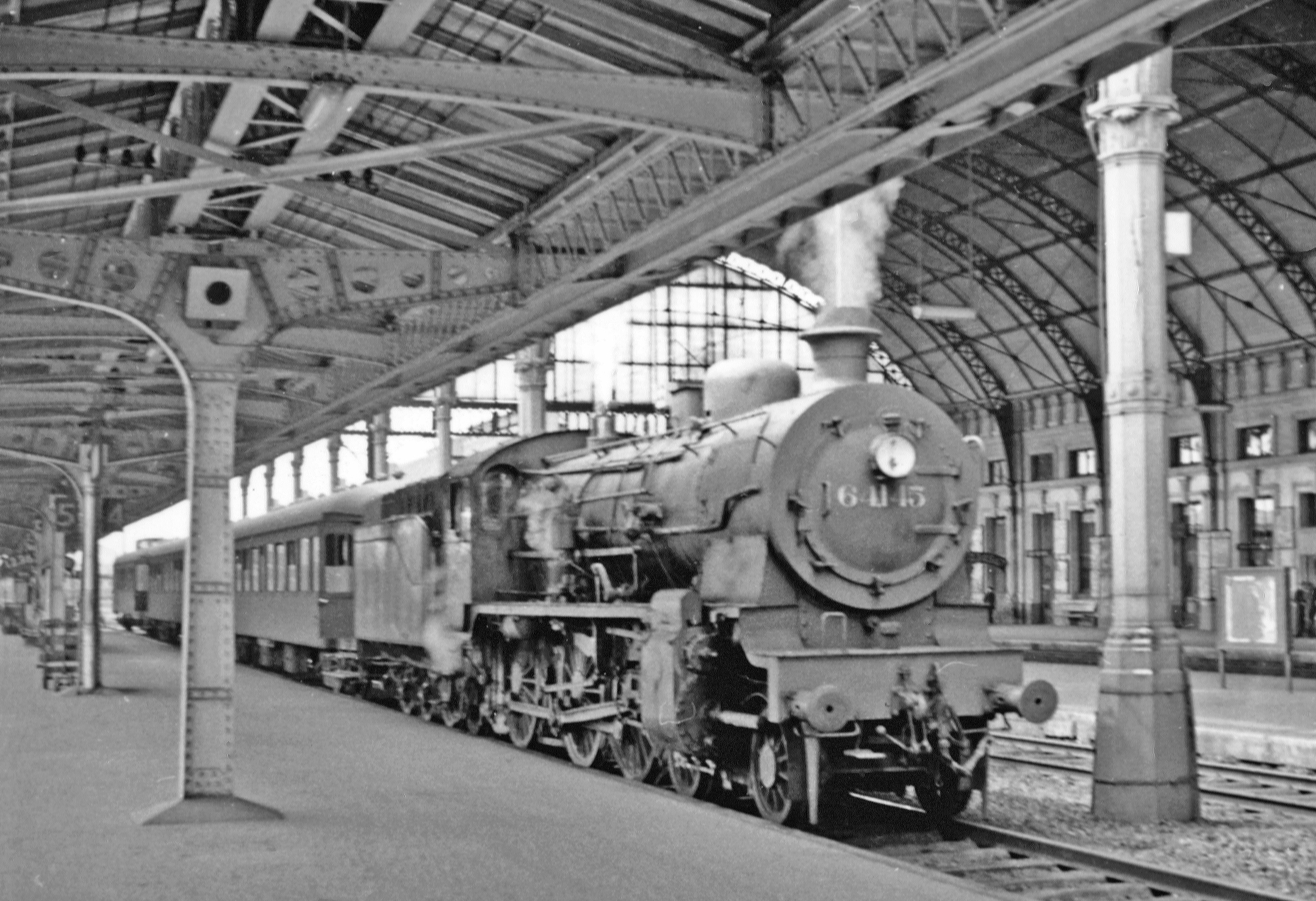
La 64.145 de 1908 (avec tender d'origine) en 1957.

168 exemplaires furent transférés aux Chemins de fer de l’État belge (qui seront fusionnés en 1926 pour former la SNCB) où elles formèrent le type 64 et un exemplaire aurait été alloué au Chemin de Fer International de Malines à Terneuzen, mais n'aurait pratiquement pas roulé.
Les locomotives de l’État belge, très appréciées en tête des trains omnibus et semi-directs, étaient encore toutes en service en 1940.

#### Sarre
- de 1920 à 1935, le territoire du bassin de la Sarre était administré par la Société des Nations et possédait sa propre compagnie de chemin de fer, utilisant du matériel d'origine prussienne et des locomotives neuves, des mêmes séries
- 41 P8 furent affectées aux Chemins de fer de la Sarre et rejoindront la compagnie nationale après 1935, elles furent renumérotées 38 3833 à 38 3875.

#### Italie
25 exemplaires formeront le gruppo 675 au sein des FS, les chemins de fer italiens. Elles seront déjà radiées avant la Seconde Guerre mondiale.

#### Roumanie
Les P8 possèdent une longue histoire en Roumanie :
- 18 unités cédées à la France seront remises aux Chemins de fer roumains en 1921 ;
- 95 exemplaires complémentaires furent commandés à l'industrie allemande en 1921 et 1930 ;
- 18 machines furent rachetées d'occasion en Allemagne en 1926 ;
- 230 autres seront construites sous licence en Roumanie à partir de 1931. Elles forment la série 230, et 230.500 pour les 30 dernières machines produites à partir de 1936 (qui se distinguent par certaines améliorations, dont des soupapes Lentz).

#### Lituanie
Après l’armistice, 11 exemplaires sont transférés aux Lietuvos Geležinkeliai, les chemins de fer du jeune état lituanien qui les classe dans le type K8. Cinq autres exemplaires seront construits par Schwartzkopff (BMAG) en 1924-1925 et deux machines d’origine polonaise les rejoindront en 1939 après l’invasion de la Pologne.

#### Grèce
10 P8 vont aux Sidirodromoi Ellinikou Kratos, le nom porté par la compagnie de chemins de fer grecque à l'époque où elles forment la série Ζδ (ZETA-delta).

#### France
La dotation française représentait 162 unités. Toutes les compagnies en reçoivent, à l'exception de la Compagnie des chemins de fer du Midi et la compagnie du PLM. Contrairement à la plupart des modèles prussiens mis au point dans les années 1900, les chemins de fer d'Alsace-Lorraine (annexée par l'Allemagne de 1870 à 1919) ne possédaient aucune P8 avant l'armistice.

#### Allemagne
La Deutsche Reichsbahn (DRG) reconstitua et compléta son effectif qui comptait 2 933 exemplaires, numérotés de 38 1001 à 4051 lorsque les chaînes de montage s'interrompirent en 1923. Cependant, entre les années 1920 et 1930, un certain nombre de P8 les plus anciennes sont retirées du service et mise à la ferraille.
Les chemins de fer du Territoire du bassin de la Sarre, administré par la Société des Nations, possédaient au moins 43 P8, qui étaient pour la plupart déjà affectées à la direktion de Sarrebourg depuis leur mise en service avant l'armistice. Après le rattachement de la Sarre en 1935, 43 P8, numérotées 38 3833 à 3875, se rajoutent aux effectifs de la DRG.
Durant la Seconde Guerre mondiale, les Allemands récupéreront la plupart des P8 cédées après la Première Guerre mondiale et les Soviétiques prendront possession de locomotives polonaises, lituaniennes puis roumaines et allemandes vers la fin du conflit. Certaines locomotives capturées par les Soviétiques lors de l'invasion de la Pologne et des pays baltes furent recapturées en 1941.

### Après 1945
Après la Seconde Guerre mondiale, l'effectif fut redistribué, même si de nombreuses destructions ou abandons furent déplorés.
- La Pologne récupéra 429 P8 d’origine diverse (Allemagne, Pologne, France, Belgique) sur son territoire qui furent immatriculées dans la série Ok1 et circulèrent jusqu'en 1980. La numérotation d'après-guerre se fit dans le désordre sans tenir compte du numéro d'avant-guerre pour celles qui appartenaient déjà à la Pologne avant 1939 (et ne constituent qu'une fraction de l'effectif d'après-guerre).
- La plupart des P8 françaises et belges seront restituées à leur propriétaire d’origine, sauf des locomotives restées à l'Est ainsi que quelques engins détruits, perdus ou trop gravement endommagés. Une P8 allemande retrouvée en Belgique fut utilisée par la SNCB puis restituée à la DB en 1950 comme toutes les locomotives "prise de guerre" d'origine allemande.
- Un nombre inconnu de P8 terminèrent en Union soviétique. Il s’agit soit de machines polonaises et lituaniennes récupérées après l’annexion de leurs pays respectifs en 1939 et 1940, soit de machines d’origine allemande ou roumaine capturées plus tard durant la guerre. Celles qui furent adaptées à l'écartement de 1,524 m roulèrent jusque dans les années 1950.
- Aucune P8 ne se trouvait plus en Lituanie après la guerre[6].
- En Roumanie, plusieurs P8 d'avant-guerre manquent à l'appel (détruites, saisies par l'occupant soviétique ou abandonnées à l'étranger) ; en compensation, 14 P8 allemandes furent cédées aux CFR. Les machines survivantes poursuivront une très longue carrière en Roumanie ; un certain nombre étant converti pour la chauffe au fioul. Les toutes dernières P8 roumaines (qui étaient alors les dernières d'Europe en service commercial) furent mises hors-service à la fin des années 1980.
- Le Danemark récupéra trois machines classées dans le Type T. Ces trois locomotives seront radiées en 1956 et la dernière sera démolie en 1973[7].
- Parmi les nombreuses P8 qui se retrouvèrent en Tchécoslovaquie au lendemain de la guerre, vingt furent immatriculées au ČSD dans la série 377.0500. Les autres furent généralement échangées avec la Pologne.
- Dix P8 qui se retrouvèrent en Yougoslavie au lendemain de la guerre furent immatriculées dans la série 09. Trois machines d’origine grecque furent rapidement restituées à leur propriétaire.
- Une P8 roula pour les chemins de fer hongrois de 1945 à 1950 avant d’être restituée à la DB.
- Plusieurs P8 se retrouvèrent sur le sol hollandais après la libération, cinq furent brièvement immatriculées dans la série 3851-3855 avant de retourner en RFA.
- Les Chemins de fer luxembourgeois louèrent 10 P8 d’origine française de 1945/1948 à 1950. Elles étaient immatriculées dans la série 39.
- L’Autriche conserva cinq machines immatriculées dans la série 638 et qui seront radiées en 1961.

En 1947, il restait 1058 locomotives répertoriées en Allemagne de l'Ouest après le retour des locomotives appartenant aux Belges, aux Français (et quelques-unes aux Polonais). Après des échanges avec le bloc de l'Est et le retour en 1957 de 50 P8 utilisées par les chemins de fer de la Sarre, on compta 1171 locomotives. Il en restait 150 au premier janvier 1968 où furent adoptés les nouveaux matricules à 7 chiffres. La dernière sera radiée en 1974. Une partie des P8 ouest-allemandes recevra un tender-baignoire provenant de locomotives série 52 et un arrière de cabine fermé, ce qui leur permettra de rouler à 85 km/h tender en avant. En 1951, deux exemplaires seront reconstruits avec un petit tender à deux essieux rigide (ce qui en faisait de fait des 232T) et classées dans la série 78.10.
727 P8 d’origines diverses furent récupérées sur le territoire de la République démocratique allemande. En 1960, il en restait 650 et une grande partie disparut entre 1965 et 1969. Les dernières seront radiées en 1972.

## Caractéristiques
- Longueur : 11,20 m
- Poids à vide : 64 t
- Poids en charge : 72 t
- Pression de la chaudière : 12 kg/cm2
- Diamètre des roues motrices : 1 750 mm
- Diamètre des roues porteuses : 1 000 mm
- Diamètre et course des cylindres : 575 mm × 630 mm
- Surface de chauffe : 148,02 m2
- Vitesse maxi en service : 105 km/h

## Utilisation

### En France

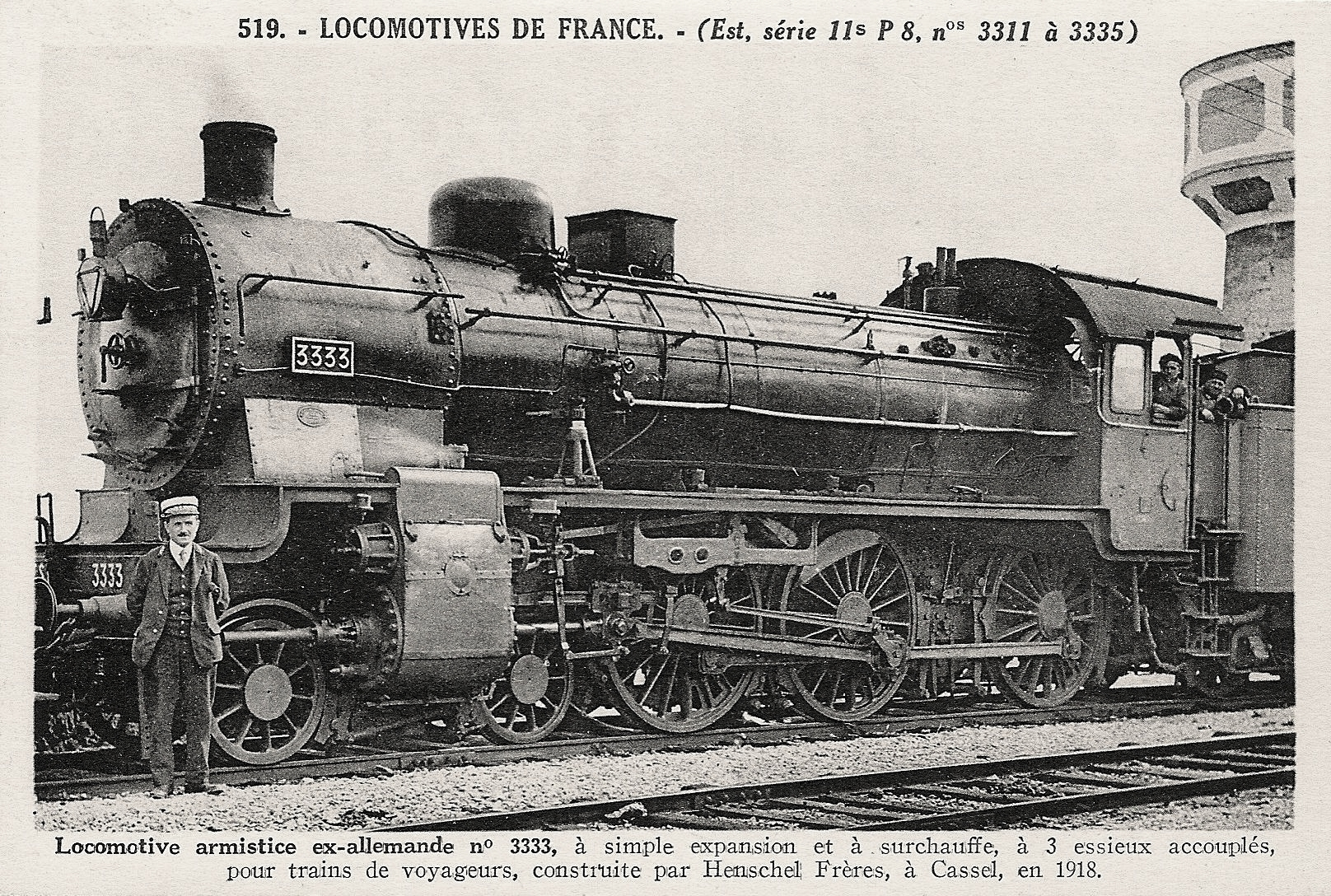
La 230 Est série 11S no 3333.

La France récupère 162 P8 à l'issue de la Première Guerre mondiale. Une répartition est effectuée entre plusieurs compagnies :
- la Compagnie des chemins de fer de l'Est reçut 25 machines, immatriculées 3311 à 3335 et formant la série 11S.
- l'Administration des chemins de fer d'Alsace-Lorraine reçut 25 machines, immatriculées 2350 à 2374. Les 2350 et 2351 furent envoyées sur le réseau de la Sarre occupée et resteront en Allemagne après 1935[9].
- la Compagnie des chemins de fer du Nord reçut 75 machines, immatriculées 3.1601 à 3.1675.
- l'Administration des chemins de fer de l'État reçut 17 machines, immatriculées 230-943 à 230-959.
- la Compagnie du chemin de fer de Paris à Orléans reçut 20 machines qui furent échangées contre des 130 type G5 Mogul à la Compagnie des chemins de fer du Midi[réf. souhaitée], immatriculées 3701 à 3720 puis 230-701 à 230-720.
- La Compagnie des chemins de fer de Paris à Lyon et à la Méditerranée en reçoit deux qu'elle cède rapidement, les coûts  d'entretien étant trop élevés pour une si petite série[10]. Selon certaines sources, les 18 P8 roumaines avaient initialement été attribuées au PLM[11].

Lors de la création de la SNCF en 1938, les machines P8 sont immatriculées de la façon suivante :
- 1-230 F 311 à 335, pour les machines de l'Est,
- 1-230 F 352 à 374, pour les machines de l'Alsace-Lorraine (sauf 2 unités rendues à l'Allemagne en 1935),
- 2-230 C 1 à 75, pour les machines du Nord,
- 3-230 E 943 à 959, pour les machines de l'État,
- 4-230 H 701 à 720, pour les machines du PO-Midi.

Les machines du Nord bénéficient de transformations destinées à les harmoniser avec le reste du parc de la compagnie.
Celles d’Alsace-Lorraine roulaient fréquemment pour le compte des Chemins de Fer Luxembourgeois.
Durant la Seconde Guerre mondiale, plusieurs machines sont rapatriées en Allemagne par l'occupant. Plusieurs seront détruites ou abandonnées sur le front de l'Est.

#### Sur la région Est
Entre 1948 et 1950, 9 locomotives du contingent du Nord sont prêtées durant deux ans aux CFL ou elles forment la série 3902 à 3910.
À cette époque, la majorité des locomotives survivantes sur les régions Nord, mais surtout Ouest et Sud-Ouest sont mutées à la région Est et forment la série 1-230 F :
- 1-230 F 311 à 335,
- 1-230 F 353 à 374,
- 1-230 F 210 à 272, ex-2-230 C 1 à 75 (13 unités),
- 1-230 F 343, ex-3-230 E 943 (1 unité),
- 1-230 F 401 à 420, ex-4-230 H 701 à 720 (19 unités).

À cette série, sont ajoutées quatre machines "prise de guerre" provenant de la DRG, abandonnées sur le territoire et immatriculées dans la série 38. Ces machines sont attribuées à la SNCF, dans le cadre des réparations de guerre en 1946.
- 1-230 F 600[12], 607, 641 et 694.

La SNCF utilise ses P8 sur la Région Est pour des trains de marchandises, de messageries ou pour assurer la traction des trains voyageurs omnibus. Elles tractent alors des voitures à portières latérales, des Romilly, des boîtes à tonnerre...
La dernière machine sera réformée au milieu des années 1960.

#### Sur la région Nord
La région Nord conserve cependant plusieurs dizaines de P8, immatriculées 2-230 C. 41 sont à l'inventaire de la région au 1er janvier 1951. Elles sont utilisées pour le trafic local, qu'il soit marchandises ou omnibus voyageurs. Elles finissent leur carrière en tête de trains de travaux et les dernières sont radiées en 1962.

### En Belgique

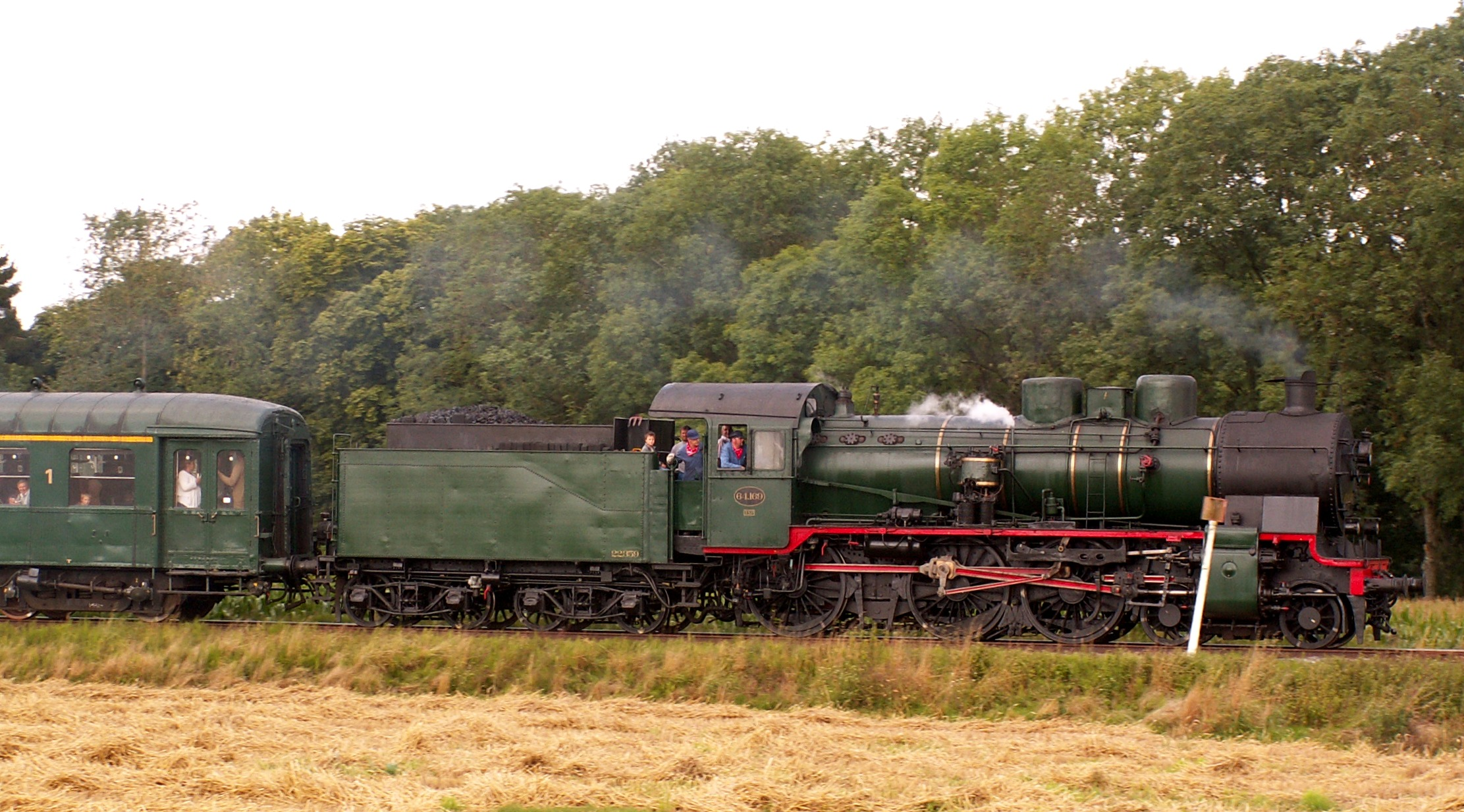
La 64.169 de l'association PFT est la CFR 230.084 (roumaine) remise en état et en livrée SNCB en 2007

En 1915, 35 P8 avaient été attribuées à la Militar Generaldirektion der Eisenbahnen de Bruxelles (MGD Brüssel), une partie de ces locomotives furent cédées à la Belgique parmi les autres P8.
165 P8 prussiennes et 3 Mecklembourgeoises furent cédées à la Belgique et seront classées dans le Type 64. L'effectif sera distribué dans des dépôts dans tout le pays et elles seront utilisées en tête de trains de voyageurs légers (directs, semi-directs, omnibus) et même quelques trains de marchandises légers.
Elles furent renumérotées 6400 à 6567 en 1925 et furent rééquipées avec entre-autres : lanternes à pétrole au lieu de l'éclairage au gaz, nouvelle visière de cheminée et porte de boîte à fumée, injecteur Metcalfe puis réchauffeur ACFI. Toutes étaient en service au moment de l'invasion du pays par les Allemands en mai 1940.
À l'exception de la 6408, détruite par un bombardement aérien en mai 1940, toutes les P8 belges furent "prêtées" aux Allemands et quitteront la Belgique entre 1940 et 1942.
Le retour des Type 64 eut lieu entre 1945 et 1950 et elles furent renumérotées 64.001 à 64.167. 14 machines ne rentrèrent jamais
- sept d’entre elles sont restées en Allemagne de l'Est (6400, 6404, 6405, 6426, 6460, 6468 et 6491).
- quatre se sont retrouvées à l’inventaire des chemins de fer polonais (6448, 6452, 6455, 6467).
- deux exemplaires (6407 et 6552) ne furent jamais retrouvés.
- une locomotive (la 6554) gravement endommagée, resta en Allemagne et fut mise à la ferraille en 1946 avec l’accord de la SNCB.

Parmi les locomotives rentrées d’Allemagne, plusieurs étaient en très mauvais état et cinq, irréparables, furent radiées entre 1946 et 1950 (6416, 6500, 6544, 6559, 6567).
Les autres furent remises en service et l’effectif fut complété par une P8 prise de guerre : la 64.168 ex-38 3204 (Linke-Hoffman 1921) qui sera restituée à la DB en 1950.
Dans les années 1950, les grandes révisions furent l'occasion de remplacer le foyer en cuivre par un exemplaire en acier. On les dota également d'une dynamo pour l'éclairage électrique des phares, de l'abri et des graisseurs sous le tablier.
Ces locomotives seront parmi les dernières machines à vapeur de la SNCB à disparaître et leur mise à la retraite ne commença qu’en 1960. Les 18 dernières seront mises hors service en 1966, année de la fin de la traction à vapeur en Belgique. Seule la 64.045 sera encore utilisée et fût préservée par la SNCB comme patrimoine historique.

### En Pologne
Dans les régions de Prusse qui seront rattachées à la Pologne après 1919, la plupart des dépôts de locomotives employaient des locomotives P8.
En 1918, 65 P8 construites par Henschel (30), Linke-Hofmann (15) et Schwartzkopff (20) avaient été attribuées à la Militar Generaldirektion der Eisenbahnen de Varsovie (MGD Warschau) ; tout comme les P8 des autres direktion des Chemins de fer prussiens, une partie de ces P8 sera cédée à la Pologne.
Avec la création de l'état Polonais, 190 P8 Prussiennes furent assignées aux PKP et immatriculées Ok1-1 à 190. Deux P8 d’origine française furent utilisées par les chemins de fer de la République de Dantzig et immatriculées Ok1-1Dz et Ok1-2Dz. Les Ok1 polonaises furent rejointes par 65 exemplaires supplémentaires construits en Allemagne par Linke-Hofmann, Hanomag et Schwartzkopff entre 1921 et 1923 qui seront immatriculées Ok1-201 à 265.
Une version améliorée de la P8 sera créée en Pologne : la série Ok22 construite en Pologne à 185 exemplaires entre 1928 et 1934 après la construction de cinq prototypes en Allemagne en 1923. Ces locomotives se distinguent par un foyer plus volumineux apte à bruler des charbons de moindre qualité, et un plus grand nombre de tubes dans la chaudière. Leurs performances seront légèrement inférieures aux P8 mais elles pouvaient accepter un combustible moins cher. Exception faite des cinq premiers exemplaires construits par Hanomag, les Ok22 avaient également une cabine et un tender plus volumineux copiés sur ceux de la Ty23.
Les Ok1, et les Ok22, étaient le principal modèle de locomotive pour trains de voyageurs de Pologne et toutes étaient encore en service en 1939.
Avec l'invasion et le partage de la Pologne, les Allemands récupèrent 160 P8 et les Soviétiques prendront possession de 84 P8. Des P8 prises par les Soviétiques seront capturées par les Allemands après 1941.
En 1945, la Pologne récupère pas moins de 429 P8 d’origine diverse (Allemagne, Pologne, France, Belgique) sur son territoire. Immatriculées dans la série Ok1, ces locomotives restent en service en tête de trains omnibus et semi-directs malgré l'arrivée de modèles nouveaux, notamment la Ol49. Les vieilles Ok1 étaient plus fiables que les Ol49 dont l’effort de traction était inférieur, mais nécessitaient des charbons de haute qualité à cause de leur foyer étroit. Il en restait près de 250 au début des années 1970 et certaines circulèrent jusqu'en 1980, soit plus longtemps que les Ok22 dont la dernière fut radiée en 1979.

## P8 préservées
Près d’une quarantaine de P8 construites en Allemagne ou en Roumanie sont préservées dont plusieurs en état de marche.

### En Allemagne
13 P8 sont préservées, dont plusieurs en état de marche, cinq d’entre elles sont d’origine étrangère (CFR, PKP).
- La 38 1182, construite par Schwartzkopff en 1910 et mise hors service par la DR en 1971 est préservée au Dépôt ferroviaire d'Arnstadt (de)[16] en livrée DRG.
- La 38 1444, construite par Linke-Hofmann-Werke Aktiengesellschaft Breslau (LHB) (de) en 1913 et mise hors service par la DB en 1961[17] est exposée en livrée KPEV à filets rouges avec numéro d’origine "2412 Hannover" au musée Alsthom de Salzgitter[18].
- La 38 1772, construite en 1915 par Henschel et mise hors service par la DB en 1975 est préservée au musée du dépôt de Hanau (de). Après la guerre, elle fut équipée d’un tender-baignoire de BR 52 qui fut substitué par un tender de P8 lors de sa restauration en configuration DRG en 1975. Depuis 1991, elle possède à nouveau un tender-baignoire et arbore la livrée DB avec matricule à 6 chiffres porté avant 1968[19].
- La 38 2267, construite par Schichau en 1918 et mise hors service par la DR en 1972, est préservée en état de marche par le DGEG en livrée DRG[20].
- La 38 2382, construite par Henschel en 1918 et mise hors service par la DB en 1974, est préservée par le Musée allemand des locomotives à vapeur (de) en livrée DB.
- La 38 2425, construite par Schichau en 1919 et restée en Pologne en 1945 (OK1-296) est exposée au Musée allemand des techniques de Berlin en état non restauré.
- La 38 2460, construite par LHB en 1919 et vendue en Roumanie en 1926 où elle prit le numéro 230.094, fut ramenée en Allemagne en 1999 et restaurée en état de marche avec numéro d’origine "2455 Posen" et livrée KPEV[21]. Elle se trouve désormais au Parc ferroviaire d'Augsbourg (de)[22].
- La 38 2884, construite par Vulcan en 1921 et mise hors service par la DB en 1967 est exposée en livrée DB au Musée des transports de Nuremberg.
- La 38 3180, construite par LHB en 1921 et vendue au CFR en 1926 où elle prit le numéro 230.105, fut ramenée en Allemagne en 1999 et fait partie des collections du Musée ferroviaire de Bavière à Nördlingen où elle est restaurée en livrée DRG[23].
- La 38 3199, construite par LHB en 1921 et vendue au CFR en 1926 où elle prit le numéro 230.106, fut ramenée en Allemagne en 1998 et restaurée en état de marche avec livrée verte avec numéros DRG pour le Musée ferroviaire sud-allemand d'Heilbronn[24]. Cette livrée correspond aux débuts de la Deutsche Reichsbahn Gesellschaft.
- La 38 3650, construite par Borsig en 1922 et mise hors service par la DB en 1972, est exposée en livrée DB à Böblingen[25].
- La 38 3711, construite par Henschel en 1922 et mise hors service par la DB en 1974, est exposée en livrée DB avec matricule à 7 chiffres à Garbsen[26].
- La 38 3999, construite par Schichau en 1923 et vendue au CFR en 1926 où elle prit le numéro 230.111, fut ramenée en Allemagne en 1999 et repeinte en livrée DRG est exposée incomplète au Musée du chemin de fer de Darmstadt-Kranichstein (de)[27].

### En Autriche
Toutes les P8 sérient 638 ont été mises hors service en 1961 et envoyées à la ferraille. Cependant, deux machines d’origine Roumaine ont été achetées et restaurées en livrée ÖBB.
- La 230.174 construite en 1933 par Reșița pour les chemins de fer roumains fut ramenée en Autriche en 1999 est restaurée (statique) avec le numéro 638.2174[28].
- La 230.301 construite en 1936 par Reșița pour les chemins de fer roumains fut restaurée et immatriculée 638.1301 en 2004 par l'association ÖGEG[29]. Elle est en état de marche[30].

### En Belgique
Les dernières P8 type 64 de la SNCB ont été mises hors service avec la fin de la traction à vapeur et un exemplaire a échappé aux ferrailleurs.
- La 64.045, construite par Henschel en 1916[31], est préservée par la SNCB, ce fut la toute dernière locomotive à vapeur utilisée en tête d’un train par la SNCB. Elle n’a plus roulé depuis 1969.
- Bien que le contingent belge n'ait compté que 168 exemplaires, l'association de préservation Patrimoine Ferroviaire et Tourisme a acquis en 2001 la 230.084 des CFR, garée hors service depuis de nombreuses années en Roumanie. Elle fut construite par Henschel en 1921 pour les chemins de fer roumains. Sa rénovation (avec réimatriculation en 64.169 de la SNCB) s'est terminée en 2007. Elle a alors été autorisée à circuler sur le réseau belge et a régulièrement assuré des trains touristiques jusqu'en 2017. En chute de timbre depuis lors, la révision décennale de sa chaudière a repris en 2023, à la faveur d'une subvention publique en vue de sa remise  en circulation[32].

### En Pologne
Au moins six P8 sont préservées en Pologne. Aucune ne fait partie des P8 en service en Pologne avant la seconde guerre mondiale.
- La OK1-112, construite par Borsig en 1915[33] et restée en Pologne en 1945, est préservée en plein air au musée de Kościerzyna depuis 1995 après avoir servi de chaudière fixe depuis 1977[34].
- La OK1-198, construite par Schwartzkopff en 1919 propriété des PKP de 1945 jusqu’à sa mise hors service en 1980, a été restaurée en état de marche et est depuis exposée en gare de Zagan[35].
- La OK1-258, construite par Schichau en 1921 et restée en Pologne en 1945, fut récupérée par les chemins de fer polonais et roula jusqu’en 1974. Après avoir été préservée en mauvais état à Ełk, elle se trouve, sans tender, à Varsovie et pourrait être mise à la ferraille[36].
- La OK1-266, construite par Schichau en 1921, est restée en Pologne en 1945 et y fut mise hors service en 1978[37].  Après avoir été préservée en mauvais état à Ełk, fut transportée à Skierniewice pour être restaurée[38].
- La OK1-322, construite par Linke-Hoffmann en 1921 est restée en Pologne en 1945 et y fut mise hors service en 1976[39]. Elle fut restaurée en 1991 et est exposée à Wolsztyn[40]. Sa chaudière date de 1919, les échanges de chaudière étant fréquents sur les P8[41].
- La OK1-325, construite par Henschel en 1921 et restée en Pologne en 1945, fut récupérée par les chemins de fer polonais et roula jusqu’en 1979. Elle est préservée au musée industriel et ferroviaire de Jaworzyna Śląska[42].
- La OK1-359, construite par Schwartzkopff en 1917 et restée en Pologne en 1945[43], est préservée en état de marche au dépôt de Wolsztyn et assure régulièrement des trains spéciaux[44]. À sa mise hors service en 1981, c’était la dernière OK1 en service commercial en Pologne.

### En Roumanie
La carrière des P8 roumaines s’est terminée dans les années 1980 et de nombreuses machines n’ont pas immédiatement été mises à la ferraille. Au moins 19 se trouvent toujours en Roumanie, restaurées ou en mauvais état. Plusieurs des machines exposées en bon état ont été préservées en état de marche.
- La 230.001, construite par Henschel en 1921 se trouve en mauvais état au dépôt de Lugoj[45].
- La 230.039, restaurée en exposition statique, se trouve à Sinaia est la plus ancienne P8 en existence. Construite en 1907 par Vulcan avec cabine coupe-vent[46], elle possède toujours sa cabine (sans carénage) et son tender court d’origine et a été ajoutée à la liste du patrimoine culturel national en 2006[47]. Il s'agit d’une des 18 machines cédées par la France en 1921.
- La 230.053, construite par Henschel en 1918 est préservée à Rosiori. Il s'agit d’une des 18 machines cédées par la France en 1921.
- La 230.060, construite par Schwartzkopff en 1921 est préservée en mauvais état à Sibiu.
- La 230.096, construite par LHB en 1922 est restaurée en exposition statique à Arad. Elle fait partie des 18 machines d’occasion rachetées en Allemagne en 1926[48].
- La 230.098, construite par Schwartzkopff en 1919 est exposée en mauvais état au dépôt de Iasi. Il s'agit d’une des 18 machines d’occasion rachetées en Allemagne en 1926.
- La 230.107, construite par Hagans en 1922, se trouve en mauvais état à Fetesti. Il s'agit d’une des 18 machines d’occasion rachetées en Allemagne en 1926.
- La 230.113, construite par Henschel en 1930, se trouve en mauvais état à Ploiesti.
- La 230.132, construite par Reşiţa en 1932, est exposée à Ploiesti et a été restaurée.
- La 230.142, construite par Malaxa en 1932, est exposée à Oradea et a récemment été restaurée. Il s’agit de la première 230 construite par Malaxa[49].
- La 230.163, construite par Reşiţa en 1932, est exposée à Reşiţa avec le numéro 230.128 après avoir été restaurée[50].
- La 230.171, construite par Reşiţa en 1932, se trouve en mauvais état à Lugoj.
- La 230.175, construite par Reşiţa en 1933, a été restaurée et est exposée à Craiova[51].
- La 230.214, construite par Malaxa en 1933, est exposée en bon état à Petrosani[52].
- La 230.224, construite par Reşiţa en 1933, est exposée à Sibiu.
- La 230.299, construite par Reşiţa en 1935, est exposée à Dej.
- La 230.321, construite par Malaxa en 1939, servit de banque de pièces pour la restauration de la 230.084 (future 64.169). Elle fut ensuite mise à la ferraille et son tender substitué à celui de la 230.084.
- La 230.401, construite en Allemagne, est abandonnée en mauvais état à Dej[53]. Il s’agit d’une des 14 P8 cédées à la Roumanie après la seconde guerre mondiale.
- La 230.516, construite par Reşiţa en 1936, est préservée en état de marche et assure régulièrement des trains spéciaux[54],[55].
- La 230.528, construite par Malaxa en 1937, se trouve en mauvais état à Galati[56].

## Philatélie
La poste a émis un timbre intitulé 230 Classe P8 issu du bloc feuillet Les légendes du rail sorti en 2001 d'une valeur faciale de 1 F 50 c (0.23€) N° YT 3414.